# ブラックパワー・サリュート

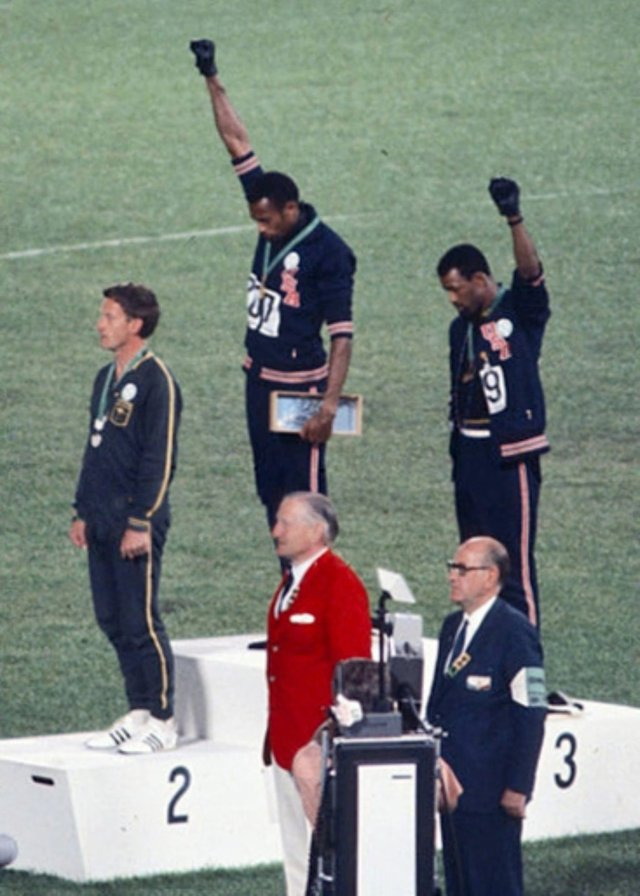
1968年メキシコシティーオリンピックの200m走の表彰台で、拳を掲げる金メダリストのトミー・スミス（中央）と銅メダリストのジョン・カーロス（右）。銀メダリストのピーター・ノーマン（左）も二人の行為に賛同し、OPHR（人権を求めるオリンピック・プロジェクト）のバッジを着用している。

ブラック・パワー・サリュート（英: Black Power Salute）とは、アメリカ公民権運動で黒人（アフリカ系アメリカ人）たちが行った、拳を高く掲げ黒人差別に抗議する示威行為である。日本語訳は「黒人の力を示威する敬礼」。

## メキシコシティー五輪での示威行為
ブラックパワー・サリュートとして有名なものは、1968年メキシコシティーオリンピックにおいてアフリカ系アメリカ人選手のトミー・スミスとジョン・カーロスが行ったものであり、また、近代オリンピックの歴史において、もっとも有名な政治行為として知られた。
1968年10月17日に行われた男子200メートル競走において、トミー・スミスが優勝（米国、19秒83、世界記録）、ピーター・ノーマンが2位（オーストラリア、20秒06）、ジョン・カーロスが3位（米国、20秒10）になり、同日夕刻に表彰式が行われた。
スミスとカーロスは、米国における差別による黒人の貧困を象徴するため、シューズを脱いで黒いソックスを履いた姿で表彰式に臨んだ。さらにスミスは黒人のプライドを象徴する黒いスカーフを首にまとい、カーロスはクー・クラックス・クランなどの白人至上主義団体によるリンチを受けた人々を祈念するためロザリオを身につけていた。一方、二人とともに表彰式に臨むことになったノーマンも、表彰式前に二人の様子を見て行動に賛同し、二人がつけていた「人権を求めるオリンピック・プロジェクト（Olympic Project for Human Rights 略称:OPHR）」のバッジを受け取り、胸につけた。また、スミスとカーロスが黒いグローブを片手にしかはめていない理由は、カーロスが自身のものを持参し忘れたので、ノーマンがスミスの左右一組のグローブを二人で分かち合うよう提案したためであり、スミスが右手に、カーロスが左手にはめた。

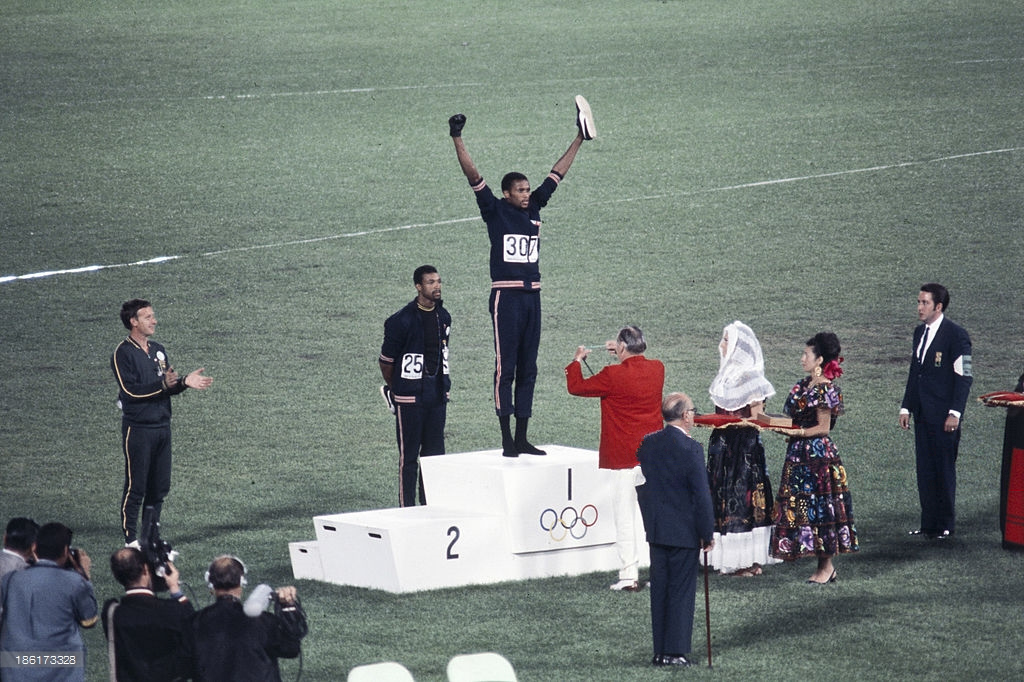
シューズを脱いで手に持ち、黒いソックスを履くなどしているスミス（壇上）たち。

表彰式において、三人がそれぞれメダルを授与されたあと、アメリカ国歌が演奏され星条旗掲揚されている間中、スミスとカーロスは目線を下に外して頭を垂れ、黒いグローブをはめた側の握りこぶしを高々と突き上げた。会場の観客からは歓声とブーイングが巻き起こり、この時の様子は世界中のニュースで取り上げられた。
後にスミスは「もし私が勝利しただけなら、私はアメリカ黒人ではなく、ひとりのアメリカ人であるのです。しかし、もし仮に私が何か悪いことをすれば、たちまち皆は私をニグロであると言い放つでしょう。私たちは黒人であり、黒人であることに誇りを持っている。アメリカ黒人は（将来）私たちが今夜したことが何だったのかを理解することになるでしょう。」とこの時のことを語っている。

### 国際オリンピック委員会の対応
国際オリンピック委員会（IOC）会長のアベリー・ブランデージは、オリンピックにおいて内政問題に関する政治的パフォーマンスを行うことは「非政治的で国際な場としてのオリンピック」という前提に相反すると考えていた。メダル授与式における彼らの示威行為に即座に反応して、ブランデージはアメリカオリンピック委員会に対してスミスとカーロスをアメリカ・ナショナルチームから除名、選手村から追放することを命令した。アメリカオリンピック委員会はこれを一度は拒否したものの、IOCがアメリカ・ナショナルチーム全体の追放をちらつかせたため命令を受け入れ、スミスとカーロスは出場停止となり、オリンピックから追放されるに至った。IOCの広報官は、2人の示威行為が「オリンピック精神の基本原理に対する計画的で暴力的な違反」であったと述べた。

### 後日談
スミスとカーロスは、事件後長い間アメリカスポーツ界から事実上追放され、さらに彼らの示威行為に対する批判に晒された。ロサンゼルスタイムズは「"ナチス風（Nazi-like）敬礼"」と非難し、タイムはオリンピックの標語「より速く、より高く、より強く」を捩って「より忌々しく、より汚く、より醜く」のフレーズを五輪のロゴと共に掲載した。彼らは帰国後、アメリカ国内中から非難・中傷され、家族にも脅迫文が何通も届けられた。
帰国後のスミスは陸上競技を続けると共に黒人の権利獲得への運動を続けた。オリンピック後、アメリカンフットボールチームのシンシナティ・ベンガルズに入団した後、オーバリン大学の体育学助教授に着任。1995年にはバルセロナ世界室内陸上選手権のアメリカナショナルチーム補助コーチに就任した。1999年スポーツマンミレニアム賞を受賞した。現在は講演家となっている。
カーロスもまた、スミスと似た経歴を歩んだ。初めは陸上競技を続け、オリンピック翌年の1969年には男子100mの世界記録に並ぶ記録を打ち立てた。1970年にはこれまたアメリカンフットボールチームのフィラデルフィア・イーグルスに入団したが、膝の怪我で1年で退団し、後にカナディアン・フットボール・リーグでプレーした。若くして競技生活から引退、1977年には妻が自殺するなど、1970年代後半期には不遇な時を過ごした。1985年からはパームスプリングスの学校で陸上のコーチに就任し、現在に至っている。
一方、表彰式でスミスとカーロスに同調したノーマンもまた、同僚選手から批判され、地元のオーストラリアメディアからも厄介物扱いされた。1972年ミュンヘンオリンピックにあたっては予選会で3位の好成績を残したにもかかわらず代表に選ばれなかった。その後も競技生活を続けたものの、1985年に傷めたアキレス腱が壊疽し、足を切断する寸前まで症状が悪化した。また、鬱とアルコール使用障害がノーマンを苦しめた。2006年10月3日に死去。葬儀ではスミスとカーロスが出席し、棺側付添い人を務めた。

### 示威行為の様子を再現した銅像の建立
2005年、スミスとカーロスの母校であるサンノゼ州立大学は彼らの抗議行動を賞賛し、表彰式での示威行為の様子を再現した20フィートの銅像を建立している。なお、ノーマンが立っていた2位のスペースにも足場となる壇は作成されたが、ノーマン自身の「自分が立ったのと同じ場所に、皆も立ってほしい」という意思により、他の二人とは違って人物の像は作成されなかった。

## IOC方針が一部変更後の示威行為
IOCは大会中のメッセージ性を含む行為を禁止してきた方針を一部変更して、2020年東京オリンピック（開催は2021年）よりは、一定の条件下であれば認めることとした（表彰式や開閉会式、選手村などの場では引き続き禁止）。
2021年7月25日に行われた東京オリンピック体操競技の女子予選に出場したルシアナ・アルバラド（コスタリカ）は、ゆかでの演技最後の振り付けとして、片膝をゆかについた状態で握りこぶしを高く突き上げる姿勢をとった。取材に対してアルバラドは、オリンピックというグローバルな舞台で平等な権利を訴えることの大切さを強調した。